# Sandra Oxenryd
Sandra Oxenryd (født 1. oktober 1982 i Kristinehamn) er en svensk sanger. Hun repræsenterede Estland ved Eurovision Song Contest 2006 med sangen "Through My Window", hvor sangen dog ikke kom videre til finalen. Før dette havde hun vundet det svenske realityprogram Fame Factory.